# Coeliopsis hyacinthosma
Coeliopsis hyacinthosma är en orkidéart som beskrevs av Heinrich Gustav Reichenbach. Coeliopsis hyacinthosma ingår i släktet Coeliopsis, och familjen orkidéer. Inga underarter finns listade i Catalogue of Life.